# 1958 videójátékai

## Események
1958-ban adták ki a Tennis for Two-t egy oszcilloszkóp alapú játékgépen. A játékon pingpongot és teniszt lehetett játszani. Készítője William Higinbotham. Ez a PONG játék elődje volt, egyike a széles körben elterjedt játékoknak. Sokan úgy hiszik, hogy ez volt a legelső videójáték. A labdára hatott a gravitáció és a háló is.